# Paratia (ingegneria)
Nel campo ingegneristico si indicano con il termine paratie quelle strutture verticali, parzialmente o interamente immerse nel suolo, che possono avere funzione di sostegno del terreno, di tenuta idraulica, di fondazione profonda o mista.

Le paratie comprendono sia le palancolate sia i diaframmi, strutture che possono differire molto fra loro sia come materiale costituente, sia come tecnica di messa in opera, sia come geometria, ma che hanno in comune il meccanismo di funzionamento.

Nel primo caso, le paratie sono costituite da elementi singoli prefabbricati (palancole), nel secondo caso (diaframmi di pali e micropali), le paratie sono costruite direttamente nel cantiere.

Le paratie possono avere carattere definitivo o provvisorio (palancolate) cioè dopo il loro utilizzo possono essere smontate e riutilizzate.

Le paratie possono essere libere o ancorate mediante trefoli o barre d'acciaio.

Gli ancoraggi possono essere:
- attivi - quando l'ancoraggio viene messo in tensione quando sono messi in opera;
- passivi - quando l'ancoraggio viene messo in tensione a seguito della deformazione della paratia.